# Fräkensjön (Roslags-Bro socken, Uppland)
Fräkensjön är en sjö i Norrtälje kommun i Uppland och ingår i Skeboån-Broströmmens kustområde. Sjön har en area på 0,0616 kvadratkilometer och ligger 13,6 meter över havet.

## Delavrinningsområde
Fräkensjön ingår i det delavrinningsområde (664536-167405) som SMHI kallar för Rinner mot Björköfjärden. Medelhöjden är 12 meter över havet och ytan är 7,12 kvadratkilometer. Det finns inga avrinningsområden uppströms utan avrinningsområdet är högsta punkten. Avrinningsområdets utflöde mynnar i havet, utan att ha någon enskild mynningsplats. Avrinningsområdet består mestadels av skog (77 procent). Avrinningsområdet har 0,39 kvadratkilometer vattenytor vilket ger det en sjöprocent på 5,4 procent. Bebyggelsen i området täcker en yta av 0,44 kvadratkilometer eller 6 procent av avrinningsområdet.